# ニライカナイ
ニライカナイは、沖縄県や鹿児島県奄美群島の各地に伝わる他界概念のひとつ。理想郷の伝承。奄美ではネリヤカナヤとも呼ばれている。

## 概念
遥か遠い東（辰巳の方角）の海の彼方、または海の底、地の底にあるとされる異界。
豊穣や生命の源であり、神界でもある。年初にはニライカナイから神がやってきて豊穣をもたらし、年末にまた帰るとされる。また、生者の魂もニライカナイより来て、死者の魂はニライカナイに去ると考えられている。琉球では死後7代して死者の魂は親族の守護神になるという考えが信仰されており、後生（ぐそー：あの世）であるニライカナイは、祖霊が守護神へと生まれ変わる場所、つまり祖霊神が生まれる場所でもあった。
上記のように、ニライカナイは複合的な観念を持った楽土であるが、この概念は本土の常世国の信仰と酷似しており、柳田國男は、ニライカナイを日本神話の根の国と同一のものとしている。
なお、琉球では他の他界概念として、権威を守護する神々の神界としてオボツカグラを想定していた。信仰上の他界概念を水平表象と垂直表象で論じた折口信夫は、ニライカナイを水平の、オボツカグラを垂直の他界と指摘している。
ニライカナイ信仰は、沖縄県や鹿児島県奄美群島の各地において、伝統的な民間信仰の主要な要素である。

## 呼称
ニライカナイは「ニライ」「カナイ」の2文節にわけられ、「ニライ」は「根の方」という意味と考える説（伊波普猷説『あまみや考』）が有力である。「カナイ」の解釈には、琉球語に多い韻をとるための無意味な言葉とする説（伊波説）や「彼方」を意味するとする説など諸説ある。谷川健一はニライは根浦、カナイは金浦で金のように堅牢な場所の意であろうという。「儀来河内」の漢字が当てられることがある。
前項の他界概念の呼称として「ニライカナイ」という言い方が広く知られているが、これは「ニライ」の文学的表現で、「ニライ」のほかにも琉球の各地域によって「ニレー」「ニリヤ」「ニルヤ」「ニーラ」「ニッジャ」などさまざまに呼ばれている。

## ニライカナイに関連する作品、製品、命名
- 生物
  - ニライカナイゴウナ - 巻き貝[1]。
  - ニライカナイボウズハゼ - 沖縄本島の川に発見され、2013年に発表された新種のハゼ[2]。
- 文学
  - 黒い郵便船 - 別役実の童話。死体の読み手が居るとされる場所として登場する。
  - ニライカナイの空で  - 上野哲也の小説。
  - ニライカナイをさがして - 葉山透の小説。
  - 幻奇島 - 西村京太郎の小説。架空の南島を舞台とする推理物だが、波照間島など沖縄の風土・習慣がモデルとなっており、ニライカナイ信仰がストーリー展開の重要なキーになる。
  - 宇宙皇子 - 地上編第8巻で主人公の宇宙皇子と各務が満ち足りた国を探しに琉球に旅立った時に登場。
  - 彼方（ニライカナイ） -  永嶋恵美の小説。
  - 摩訶不思議ネコ・ムスビ - 池田美代子の小説。作中でニライカナイを元とした(らしい)異界を冒険する。
  - 彼岸花が咲く島 - 李琴峰の小説。海の向こう側の楽園として、ニライカナイに言及。第165回芥川龍之介賞受賞。
  - ニルヤの島- 柴田勝家の小説。
- 映画
  - モスラ2 海底の大決戦 - 作中にニライカナイの海底遺跡と古代文明が描かれる。
  - ニライカナイからの手紙 - 作品タイトル・作中にニライカナイという言葉が登場。
  - 銀幕版 スシ王子! 〜ニューヨークへ行く〜  - 作中の空手の中の一つに登場。
  - ウンタマギルー - 沖縄県西原町を舞台に、終盤に運玉森で人間に接見する神が、出て来たと語る場所。
- 音楽
  - グループ
    - ニライカナイ - ヒビキメロヲの前身のロックバンド。

  - アルバム
    - ニライカナイ PARADISE - 喜納昌吉&チャンプルーズが1990年に発表したアルバム[3]。
    - ニライカナイ - Choro Clubと平良とみが2002年に発表したアルバム[4]。
    - ニライカナイ - Litaが2003年に発表したアルバム[5]。
    - ニライカナイ - INORAN が2007年に発表したアルバム[6]。
    - ニライカナイ - 上間綾乃が2013年に発売したアルバム[7]。

  - 楽曲
    - ニライカナイ - 喜納昌吉&チャンプルーズの1980年のアルバム『BLOOD LINE』等に収録された楽曲。
    - 理想郷（ニライカナイ） - さだまさしの1993年のアルバム『逢ひみての』に収録された楽曲。
    - ニライカナイ - sacraの2004年のアルバム『Silent Pictures』に収録された楽曲。
    - ニライカナイ - MAXが2005年に発表したシングル曲。
    - NIRAIKANAI - RYUKYUDISKOの2005年のアルバム『RYUKYUDISK O TECH』に収録された楽曲。
    - ニライカナイ - Coccoが2010年に発表したシングル曲。
    - 俺たちのニライカナイ - 長渕剛が2010年8月11日に発表したシングル曲。
    - 海の不思議 - 合唱曲。歌詞の中にニライカナイが登場する。
    - ニライカナイの彼方から - 福島雄次郎が作曲した女声（童声）合唱組曲。
    - ニライカナイ - 高田リオンの楽曲。
    - ニライカナイの海から - 真島俊夫による吹奏楽曲。2010年1月8日初演。
    - ニライカナイ〜A Song of Hope〜 - coco←musikaの2021年のアルバム『coco←musika IV』に収録された楽曲。
- 漫画
  - ニライカナイ -岡田芽武によるニライカナイを題材とした漫画。
  - ニライカナイより - 田村隆平によるニライカナイを題材とした短篇漫画。
  - 灼熱のニライカナイ - 田村隆平による連載漫画。
  - 黒神 - 作中にて、主人公達が沖縄に旅立った後、ニライカナイ編に突入。
  - うしおととら - 作中にて、お役目様（うしおの母）が結界をはっている場所がニライカナイの位置にあたる。
  - ツバサ-WoRLD CHRoNiCLE-ニライカナイ編 - CLAMPによるニライカナイを題材とした漫画。
- アニメーション
  - ラーゼフォン - 作中にニライカナイという島が登場。
  - はいたい七葉 - 作中の精霊（キジムナー）がニライカナイに因んで名づけられている。
- ゲーム
  - LORD of VERMILION III - 作中にニライカナイというカードが登場する。
  - 風雨来記2 - ニライカナイを作品のテーマとする。
  - パズル&ドラゴンズ - 作中にニライカナイという名前のモンスターが登場する。
  - モンスターストライク - 作中にニライカナイという名前のモンスターが登場する。
  - メルクストーリア - 作中にニライカナイという名前のモンスターが登場する。
  - 遥かなるニライカナイ[8] - ニライカナイを作品のテーマとする。
- ヒーロー
  - 琉神マブヤー - 沖縄を守る、ニライカナイからやって来た魂の戦士。特撮番組、キャラクターショー等の主人公。
- 楽器
  - 音来（ニライ） - 大正琴以来の日本で考案された新楽器・一五一会の廉価バリエーション。ギターと三線の長所を併せ持つ。バンド・BEGINが考案し、ヤイリギターと共同開発した。
  - 奏生（カナイ） - 一五一会の最廉価バリエーション。ネックが短いので音域を高めに設定できる最小サイズ版。
- その他
  - テレビにらい - 沖縄ケーブルネットワークが放送しているテレビチャンネル。
  - FMニライ - 株式会社クレストが北谷町を拠点に放送しているコミュニティＦＭ局。
  - ホテルニラカナイ小浜島 - 「ニラカナイ」はニライカナイをモチーフに作られた造語。
  - 西表サンクチュアリーリゾート ニラカナイ - 「ニラカナイ」はニライカナイをモチーフに作られた造語。現星野リゾート 西表島ホテル。